# Oxyurichthys auchenolepis
Oxyurichthys auchenolepis är en fiskart som beskrevs av Bleeker, 1876. Oxyurichthys auchenolepis ingår i släktet Oxyurichthys och familjen smörbultsfiskar. Inga underarter finns listade i Catalogue of Life.